# Kitagō (Minaminaka, Miyazaki)
Pour les articles homonymes, voir Kitagō.
Kitagō (北郷町, Kitagō-chō, litt. province du nord) est un ancien bourg du district de Minaminaka (préfecture de Miyazaki), au Japon.

## Géographie

### Situation
Kitagō se situe à environ 40 kilomètres au sud de la capitale préfectorale Miyazaki, dans la préfecture de Miyazaki, au Japon.

### Démographie
Le 1er décembre 2007, le bourg de Kitagō comptait 4 874 habitants , répartis sur une superficie de 178 km2 (densité de population de 27 hab./km2).

### Hydrographie
Le fleuve Hiroto traverse Kitagō.

## Histoire
Kitagō a d'abord été un village fondé le 1er mai 1889, par la fusion des villages de Gonohara, Ofuji et Kitagawachi. Le 1er janvier 1956 le village est officiellement devenu un bourg. Il est rattaché à la ville de Nichinan depuis le 30 mars 2009.

### Répartition des sols
Les forêts et les montagnes représentent plus de 88 % de la surface du territoire de Kitagō.
| Type          | Rizière | Champs | Résidence | Montagne et forêt | Vide | Multiple | Autre | Total  |
| ------------- | ------- | ------ | --------- | ----------------- | ---- | -------- | ----- | ------ |
| Surface (km2) | 387     | 190    | 196       | 15,742            | 43   | 693      | 598   | 17,849 |
| %             | 2,2     | 1,1    | 1,1       | 88,2              | 0,1  | 3,9      | 3,3   | 100    |